# ميت مسعود (الدقهلية)
قرية ميت مسعود هي إحدى القرى التابعة لمركز أجا في محافظة الدقهلية في جمهورية مصر العربية. حسب إحصاءات سنة 2006، بلغ إجمالي السكان في ميت مسعود 9324 نسمة، منهم 4745 رجل و4579 امرأة.

## التاريخ
قرية ميت مسعود من القرى القديمة، حيث وردت باسم «منية مسعود» في أعمال الشرقية ضمن قرى الروك الصلاحي التي أحصاها ابن مماتي في كتاب قوانين الدواوين، كما وردت باسم «منية مسعود» في أعمال الشرقية ضمن قرى الروك الناصري التي أحصاها ابن الجيعان في كتاب «التحفة السنية بأسماء البلاد المصرية». وفي العصر العثماني وردت باسم «منية مسعود» في التربيع العثماني الذي أجراه الوالي العثماني سليمان باشا الخادم في عصر السلطان العثماني سليمان القانوني ضمن قرى ولاية الدقهلية، وفي تاريخ 1228هـ/1813م الذي عدّ قرى مصر بعد المسح الذي قام به محمد علي باشا باسم «ميت مسعود» ضمن قرى مديرية الدقهلية.

## طالع أيضًا
- محافظة الدقهلية
- قائمة قرى محافظة الدقهلية